# Microtome trigonata
Microtome trigonata là một loài bướm đêm trong họ Geometridae.